# Ляньюньган
Ляньюньган (кит. спр. 连云港市, піньїнь: Liányúngǎng Shì) — місто-округ в китайській провінції Цзянсу. 

## Географія
Ляньюньган розташовується на півночі провінції, виходить до Жовтого моря.

### Клімат
Місто знаходиться у зоні, котра характеризується вологим субтропічним кліматом. Найтепліший місяць — липень із середньою температурою 27.2 °C (81 °F). Найхолодніший місяць — січень, із середньою температурою -1.7 °С (29 °F).
| Клімат Ляньюньгана      | Клімат Ляньюньгана | Клімат Ляньюньгана | Клімат Ляньюньгана | Клімат Ляньюньгана | Клімат Ляньюньгана | Клімат Ляньюньгана | Клімат Ляньюньгана | Клімат Ляньюньгана | Клімат Ляньюньгана | Клімат Ляньюньгана | Клімат Ляньюньгана | Клімат Ляньюньгана | Клімат Ляньюньгана |
| Показник                | Січ.               | Лют.               | Бер.               | Квіт.              | Трав.              | Черв.              | Лип.               | Серп.              | Вер.               | Жовт.              | Лист.              | Груд.              | Рік                |
| Абсолютний максимум, °C | 13                 | 22                 | 27                 | 28                 | 35                 | 36                 | 37                 | 38                 | 30                 | 27                 | 21                 | 17                 | 38                 |
| Середній максимум, °C   | 3                  | 8                  | 12                 | 18                 | 24                 | 28                 | 31                 | 30                 | 26                 | 21                 | 13                 | 7                  | 18                 |
| Середня температура, °C | −1                 | 2                  | 6                  | 12                 | 18                 | 23                 | 27                 | 26                 | 21                 | 15                 | 8                  | 2                  | 13                 |
| Середній мінімум, °C    | −6                 | −3                 | 1                  | 7                  | 12                 | 18                 | 23                 | 23                 | 17                 | 10                 | 4                  | −2                 | 8                  |
| Абсолютний мінімум, °C  | −16                | −12                | −8                 | −2                 | 2                  | 13                 | 17                 | 18                 | 8                  | 2                  | −7                 | −12                | −16                |
| Норма опадів, мм        | 20                 | 20                 | 10                 | 40                 | 40                 | 90                 | 150                | 130                | 90                 | 10                 | 20                 | 20                 | 700                |
| Днів з дощем            | 5                  | 5                  | 3                  | 7                  | 7                  | 8                  | 11                 | 10                 | 11                 | 2                  | 3                  | 5                  | 82                 |
| Вологість повітря, %    | 61                 | 65                 | 69                 | 69                 | 71                 | 79                 | 86                 | 85                 | 81                 | 74                 | 77                 | 74                 | 74                 |
| ----------------------- | ------------------ | ------------------ | ------------------ | ------------------ | ------------------ | ------------------ | ------------------ | ------------------ | ------------------ | ------------------ | ------------------ | ------------------ | ------------------ |
| Джерело: Weatherbase    |                    |                    |                    |                    |                    |                    |                    |                    |                    |                    |                    |                    |                    |